# Witry-lès-Reims
Pour l’article homonyme, voir Witry.
Witry-lès-Reims (Vuytry en Champenois[réf. nécessaire]) est une commune française, située au Nord-Est de Reims dans le département de la Marne en région Grand Est.
La commune s'étend sur 16,5 km2 et compte 5 019 habitants au dernier recensement de la population, datant de 2015. Avec une densité de 304 habitants par km2, Witry-lès-Reims a connu une hausse de 5,4 % de sa population par rapport à 2010.

## Géographie
Le territoire de la commune s'étend sur 16,5 km2. Elle est entourée par les communes de Caurel, Berru et Cernay-lès-Reims. Située à 130 mètres d'altitude, la ville de Witry-lès-Reims a pour coordonnées géographiques 49° 17′ 35″ N, 4° 07′ 15″ E.
La commune est proche du parc naturel régional de la Montagne de Reims à environ 15 km.
|         | Bourgogne-Fresne | Pomacle |
| Bétheny | Witry-lès-Reims  | Caurel  |
| Reims   | Cernay-lès-Reims | Berru   |

### Hydrographie
La commune est dans la région hydrographique « la Seine du confluent de l'Oise (inclus) à l'embouchure » au sein du bassin Seine-Normandie. Elle n'est drainée par aucun cours d'eau,.

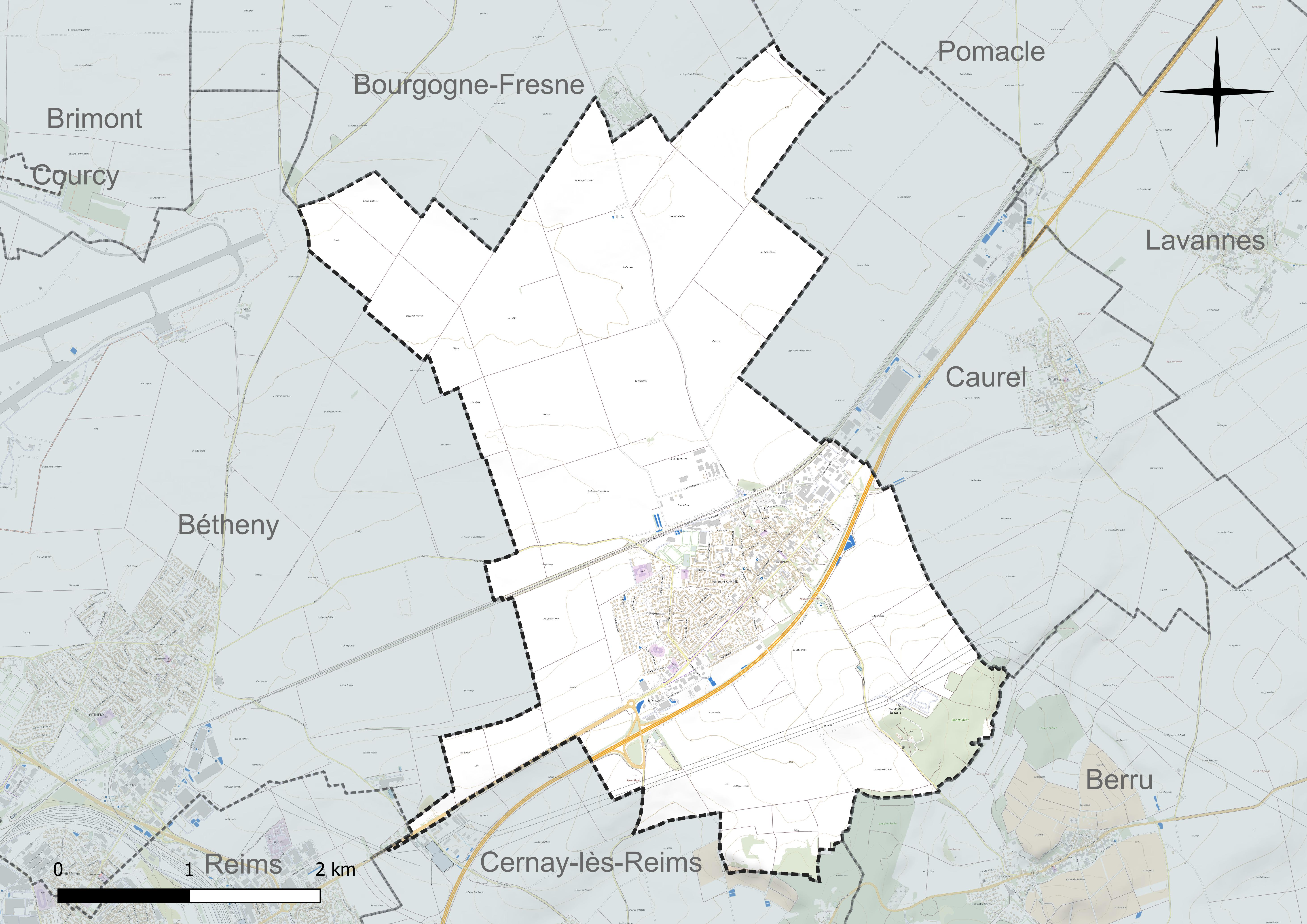
Réseau hydrographique de Witry-lès-Reims.

### Climat
Pour des articles plus généraux, voir Climat du Grand Est et Climat de la Marne.
En 2010, le climat de la commune est de type climat océanique dégradé des plaines du Centre et du Nord, selon une étude du Centre national de la recherche scientifique s'appuyant sur une série de données couvrant la période 1971-2000. En 2020, Météo-France publie une typologie des climats de la France métropolitaine dans laquelle la commune est exposée à un climat océanique altéré et est dans la région climatique  Nord-est du bassin Parisien, caractérisée par un ensoleillement médiocre, une pluviométrie moyenne régulièrement répartie au cours de l’année et un hiver froid (3 °C). 
Pour la période 1971-2000, la température annuelle moyenne est de 10,3 °C, avec une amplitude thermique annuelle de 15,5 °C. Le cumul annuel moyen de précipitations est de 733 mm, avec 11,5 jours de précipitations en janvier et 8 jours en juillet. Pour la période 1991-2020, la température moyenne annuelle observée sur la station météorologique de Météo-France la plus proche, « Mailly-civc », sur la commune de Mailly-Champagne à 15 km à vol d'oiseau, est de 11,2 °C et le cumul annuel moyen de précipitations est de 755,5 mm. 
La température maximale relevée sur cette station est de 39,8 °C, atteinte le 25 juillet 2019 ; la température minimale est de −20 °C, atteinte le 16 janvier 1985,,. 
Les paramètres climatiques de la commune ont été estimés pour le milieu du siècle (2041-2070) selon différents scénarios d'émission de gaz à effet de serre à partir des nouvelles projections climatiques de référence DRIAS-2020. Ils sont consultables sur un site dédié publié par Météo-France en novembre 2022.

## Urbanisme

### Typologie
Au 1er janvier 2024, Witry-lès-Reims est catégorisée bourg rural, selon la nouvelle grille communale de densité à sept niveaux définie par l'Insee en 2022.
Elle appartient à l'unité urbaine de Witry-lès-Reims, une unité urbaine monocommunale constituant une ville isolée,. Par ailleurs la commune fait partie de l'aire d'attraction de Reims, dont elle est une commune de la couronne,. Cette aire, qui regroupe 294 communes, est catégorisée dans les aires de 200 000 à moins de 700 000 habitants,.

### Occupation des sols
L'occupation des sols de la commune, telle qu'elle ressort de la base de données européenne d’occupation biophysique des sols Corine Land Cover (CLC), est marquée par l'importance des territoires agricoles (84,8 % en 2018), en diminution par rapport à 1990 (89,6 %). La répartition détaillée en 2018 est la suivante : 
terres arables (84,4 %), zones urbanisées (7,1 %), zones industrielles ou commerciales et réseaux de communication (5,7 %), forêts (2,4 %), cultures permanentes (0,4 %). L'évolution de l’occupation des sols de la commune et de ses infrastructures peut être observée sur les différentes représentations cartographiques du territoire : la carte de Cassini (XVIIIe siècle), la carte d'état-major (1820-1866) et les cartes ou photos aériennes de l'IGN pour la période actuelle (1950 à aujourd'hui).

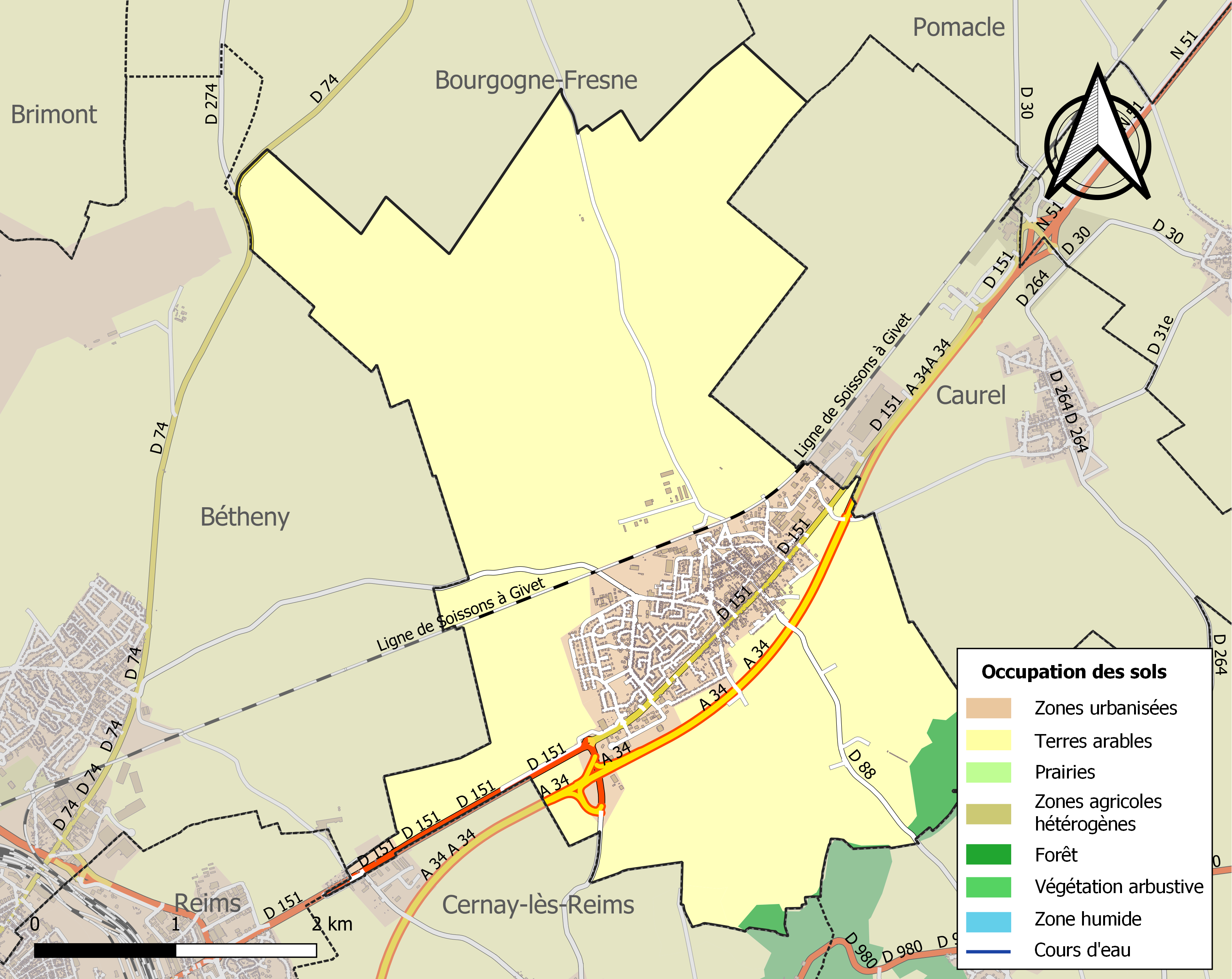
Carte des infrastructures et de l'occupation des sols de la commune en 2018 (CLC).

## Toponymie
Le nom de la localité est attesté sous les formes Victuriacum (vers 948) ; Wistereyum (1119) ; Wistereium (1222) ; Witri (1231) ; Witereium (1233) ; Wyteriacum (1247) ; Wyteri (1316) ; Wytery (1322) ; Witreyum (1346) ; Witry (1362) ; Witry (1384) ; Wittry (1442) ; Victry (1556) ; Vuittry (1684) ; Vuitry (1736) ; Vitry (1777).

La préposition « lès » permet de signifier la proximité d'un lieu géographique par rapport à un autre lieu. En règle générale, il s'agit d'une localité qui tient à se situer par rapport à une ville voisine plus grande. La commune de Witry indique qu'elle se situe près de Reims.

## Histoire
Elle était le siège de l'un des nombreux forts construits autour de Reims après 1870 dans le cadre de la ceinture fortifiée du système Séré de Rivières construite pour défendre la ville de seconde ligne de défense qu'était Reims. 
La ville subit d'importantes destructions lors de la Première Guerre mondiale : bombardement des habitations, de l'église mais aussi le dynamitage par l'occupant du monument aux morts de 1898.

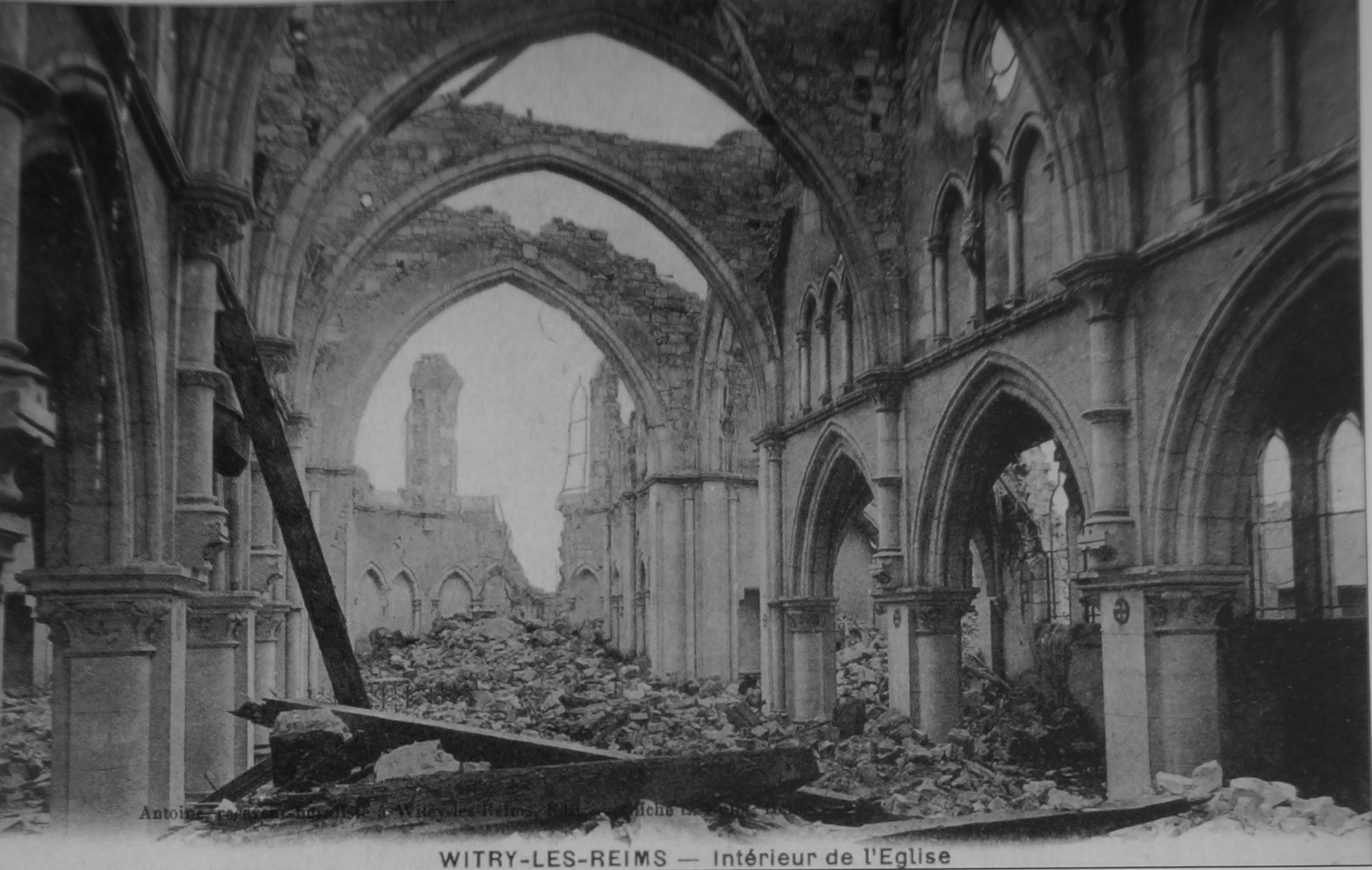
Destructions subies par l'église.

### La gare
Un des rares bâtiments à avoir survécu au conflit fut la gare : un bâtiment « Est » de type B agrandi au fil du temps. Il a depuis été désaffecté et ses fenêtres sont murées.
Association Witry en Roues Libres 

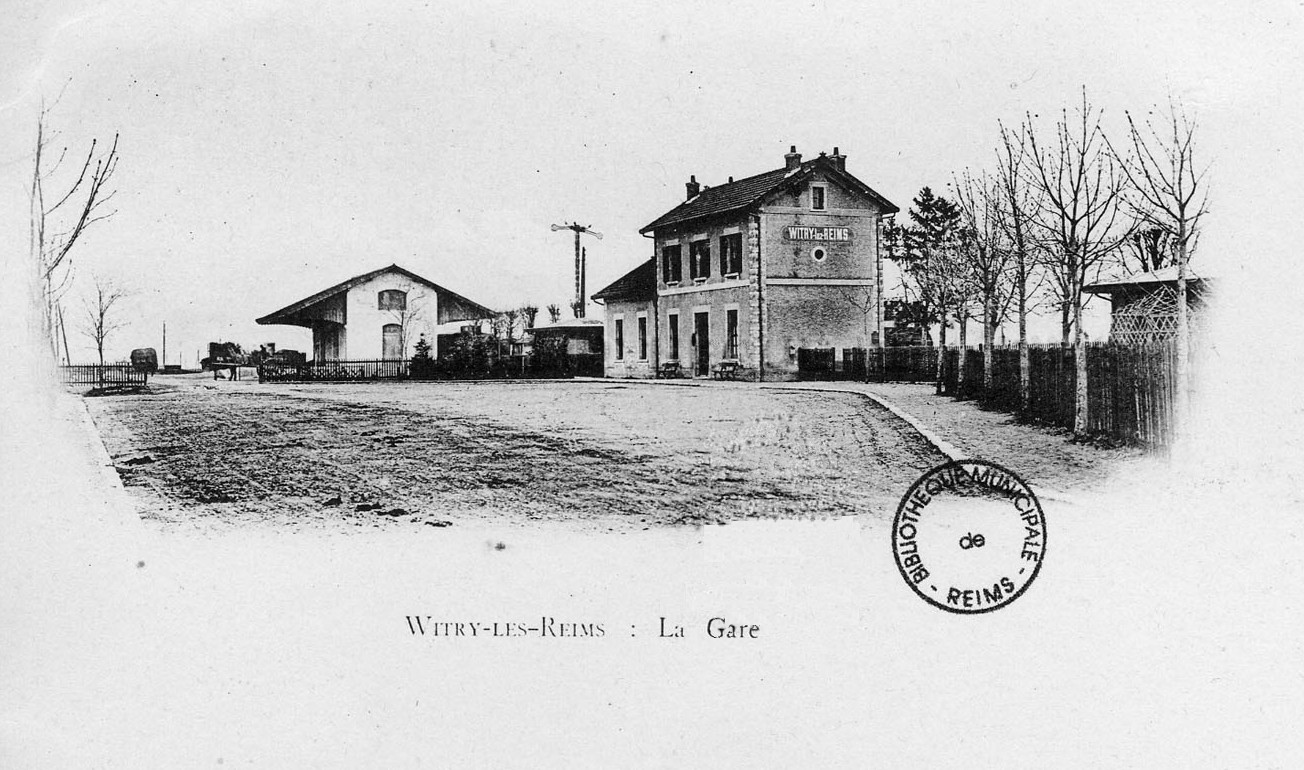
La gare au début du XXe siècle.

L'association Witry en Roues Libres a pour but de promouvoir et de développer l'usage du velo et des modes de déplacement doux, tout en encourageant le partage harmonieux des voies de circulation entre les différents usagers .Par la suite, sera organisée des sorties Velo et des ateliers d'auto réparation. https://witryenroueslibres.jimdofree.com/

## Démographie
L'évolution du nombre d'habitants est connue à travers les recensements de la population effectués dans la commune depuis 1793. Pour les communes de moins de 10 000 habitants, une enquête de recensement portant sur toute la population est réalisée tous les cinq ans, les populations de référence des années intermédiaires étant quant à elles estimées par interpolation ou extrapolation. Pour la commune, le premier recensement exhaustif entrant dans le cadre du nouveau dispositif a été réalisé en 2005.

En 2022, la commune comptait 4 958 habitants, en évolution de −1,18 % par rapport à 2016 (Marne : −1,19 %, France hors Mayotte : +2,11 %).
| 1793  | 1800 | 1806 | 1821 | 1831  | 1836  | 1841  | 1846  | 1851  |
| ----- | ---- | ---- | ---- | ----- | ----- | ----- | ----- | ----- |
| 1 035 | 893  | 913  | 974  | 1 161 | 1 215 | 1 224 | 1 273 | 1 277 |

| 1856  | 1861  | 1866  | 1872  | 1876  | 1881  | 1886  | 1891  | 1896  |
| ----- | ----- | ----- | ----- | ----- | ----- | ----- | ----- | ----- |
| 1 315 | 1 300 | 1 220 | 1 196 | 1 259 | 1 248 | 1 225 | 1 250 | 1 218 |

| 1901  | 1906  | 1911  | 1921 | 1926  | 1931  | 1936  | 1946  | 1954  |
| ----- | ----- | ----- | ---- | ----- | ----- | ----- | ----- | ----- |
| 1 156 | 1 156 | 1 243 | 904  | 1 066 | 1 211 | 1 232 | 1 264 | 1 343 |

| 1962  | 1968  | 1975  | 1982  | 1990  | 1999  | 2005  | 2006  | 2010  |
| ----- | ----- | ----- | ----- | ----- | ----- | ----- | ----- | ----- |
| 1 466 | 1 502 | 1 782 | 4 674 | 4 572 | 4 625 | 4 724 | 4 704 | 4 749 |

| 2015  | 2020  | 2022  | - | - | - | - | - | - |
| ----- | ----- | ----- | - | - | - | - | - | - |
| 5 019 | 4 951 | 4 958 | - | - | - | - | - | - |

## Économie
Les Ateliers rémois de constructions électriques était implantés à Witry, avant d'être rachetés par Marelli puis SECAN puis Ards.

## Lieux et monuments

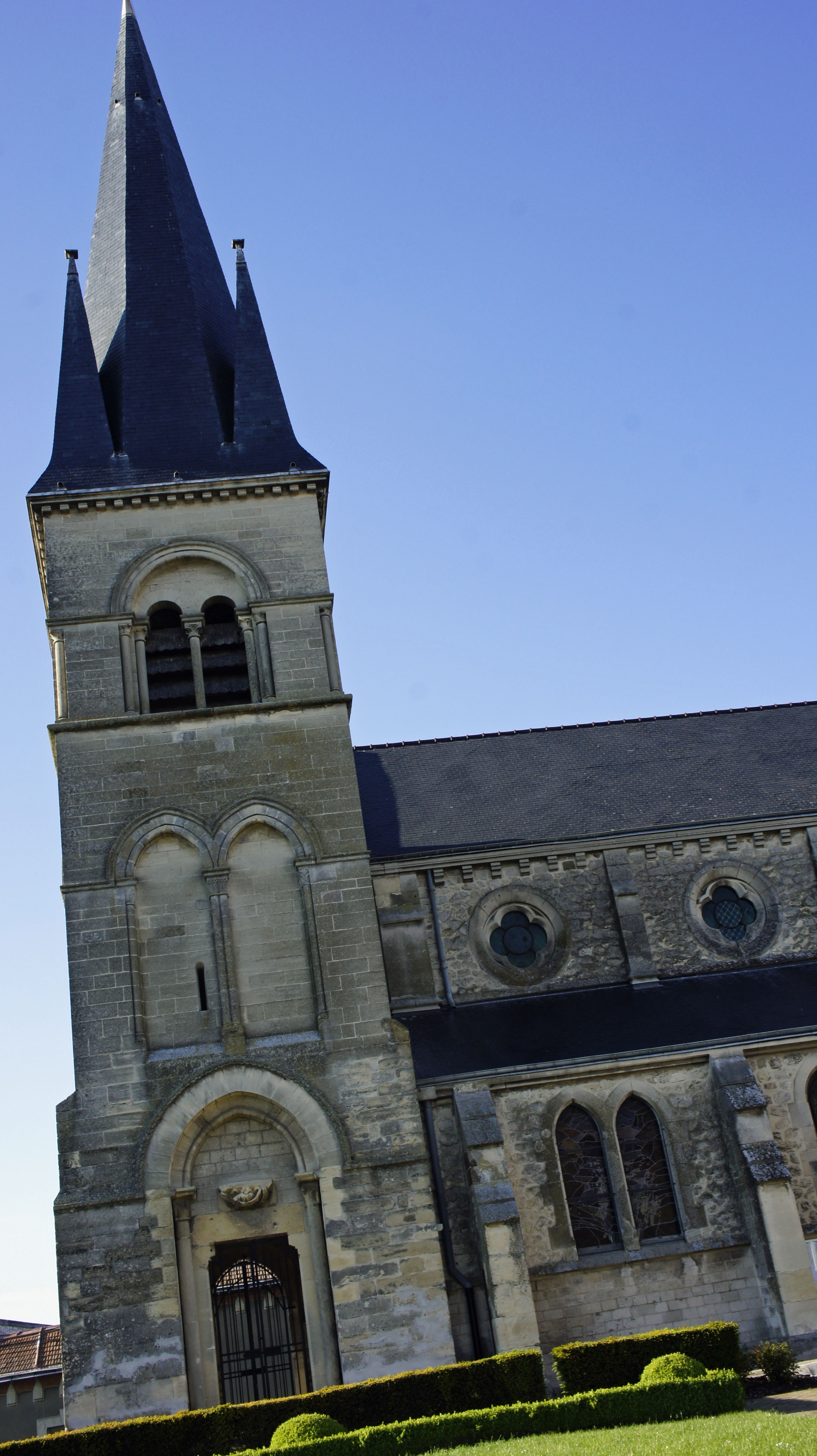
L'église avec sa tour-porche.

Le clocher de l'église Saint-Symphorien est classé aux monuments historiques depuis 1922.
Le monument aux morts de la Première Guerre mondiale a été construit par l'entrepreneur Rombaux-Roland en 1928, sur la place de l'Église.

## Personnalités liées à la commune
- Jean Rousseau, comte d'Empire, inhumé au Panthéon.
- Georges François Léopold Menu.